# Tabanus caerulescens
Tabanus caerulescens är en tvåvingeart som beskrevs av Macquart 1838. Tabanus caerulescens ingår i släktet Tabanus och familjen bromsar. Inga underarter finns listade i Catalogue of Life.